# Carl Iderström
Carl Fritiof Iderström, född 25 november 1883 i Frykeruds församling, Värmlands län, död 15 februari 1979 i Nors församling, Värmlands län, var en svensk spelman.

## Biografi
Iderström spelade fiol från tolv års ålder med sin morfar Johannes och morbröderna Fritiof och Rudolf Eriksson, de kända spelmansbröderna ”Friden på Hagen” och ”Rudolf i Forsnor”.
År 1906 emigrerade Iderström till USA, där han fortsatte att spela fiol, bland annat med en son till Dalslandsspelmannen Johannes ”på Fjället” Svensson. Han fick också tillfälle att höra Fritz Kreisler, som han blev mycket imponerad av. 1927 flyttade han tillbaka till Värmland, fortfarande spelande i samma stil som när han flyttat ut. Han kunde nu berätta om och spela låtar efter de äldre spelmän han hört i sin barndom. Han komponerade även egna låtar. Han var med och bildade Värmlands spelmansförbund 1929, som han sedan var aktiv inom. Iderström spelade mycket ihop med Erik Gustavsson, som också tecknade ner hans låtar.
Han tilldelades Zornmärket i silver i samband med Barnens dagsfirande i Karlstad 1942, och Zornmärket i guld i samband med uppspelningarna i Karlstad 1952.

## Utmärkelser
- 1942 – Zornmärket i silver.
- 1952 – Zornmärket i guld.